# Pèrdua irrecuperable d'eficiència
|  | Per a altres significats, vegeu «Pes mort (exercici)». |

Diagrama de la pèrdua irrecuperable d'eficiència, en què es mostren l'excedent del consumidor i l'excedent del productor tenint en compte la fixació d'un preu màxim.

En economia, la pèrdua irrecuperable d'eficiència (també coneguda com a pes mort) és una pèrdua d'eficiència, econòmicament parlant, que succeeix quan l'equilibri d'un bé o servei no és un òptim de Pareto.

## Causes
Les causes de la pèrdua d'eficiència poden incloure:
- Monopoli: en aquest cas el pes mort mostra quant empitjora el benestar dels consumidors quan paguen el preu de monopoli, en lloc de pagar el preu competitiu, i mesura el valor de la producció perduda, valorant cada unitat perduda al preu al que els consumidors estarien disposats a comprar-la.

- Externalitats: Les externalitats afecten directament als consumidors o empreses que no participen en la compra del bé o servei en qüestió, ni en la seva venda, i quan aquests efectes no són reflectits totalment en els preus de mercat.

- Impostos o subvencions: Els impostos i les subvencions a més de provocar un descens o increment en el consum/producció d'un bé o servei i de reduir o incrementar l'excedent del consumidor o productor, també provoquen una pèrdua d'eficiència associada.